# Rube Marquard
Richard William Marquard (Cleveland, Ohio, 9 de octubre de 1886-Baltimore, Maryland, 1 de junio de 1980), más conocido como Rube Marquard, fue un jugador profesional estadounidense de béisbol que se desempeñó en la posición de lanzador en las Grandes Ligas de Béisbol (MLB). Es miembro del Salón de la Fama del Béisbol.

## Carrera
Marquard jugó como profesional ocho temporadas en New York Giants (1908-1915), después pasó a Brooklyn Dodgers (1915-1920), luego a Cincinnati Reds (1921), posteriormente a Atlanta Braves, donde jugó cuatro temporadas (1922-1925), y fue el equipo en el que se retiró.

## Reconocimiento
En 1971, ingresó como miembro al Salón de la Fama del Béisbol.